# Cathleen Synge Morawetz
Cathleen Synge Morawetz (Toronto, Canadá; 5 de mayo de 1923-Nueva York, Estados Unidos; 8 de agosto de 2017) fue una matemática canadiense nacionalizada estadounidense. La investigación de Morawetz fue principalmente el estudio de las ecuaciones en derivadas parciales que rigen el flujo de los fluidos. Era profesora emérita en el Instituto Courant de Ciencias Matemáticas de la Universidad de Nueva York, donde también fue directora de 1984 a 1988. Se le concedió la Medalla Nacional de Ciencias en 1998.

## Infancia
El padre de Morawetz, John Lighton Synge, fue un matemático irlandés, especializado en la geometría de la relatividad general, y su madre también estudió matemáticas durante un tiempo. Su infancia se dividió entre Irlanda y Canadá. Sus padres apoyaban su interés por las matemáticas y la ciencia. Cecilia Krieger, que había sido amiga de la familia desde hace muchos años, más tarde animó a Morawetz a seguir un doctorado en matemáticas. Morawetz dijo que su padre era influyente en la estimulación de su interés por las matemáticas, pero se preguntó si la matemáticas que estudiaba le harían bien (lo que sugiere que podrían luchar como los hermanos Bernoulli).

## Educación
Morawetz se graduó en la Universidad de Toronto en 1945 y recibió su maestría en 1946 en el Instituto Tecnológico de Massachusetts. Morawetz consiguió un trabajo en la Universidad de Nueva York, donde editó Supersonic Flow and Shock Waves por Richard Courant y Kurt Otto Friedrichs. Obtuvo su Ph.D. en 1951 en la Universidad de Nueva York, con una tesis sobre la estabilidad de una implosión esférica, bajo la supervisión de Kurt Otto Friedrichs. Su tesis se tituló "Contracting Spherical Shocks Treated by a Perturbation Method". Se convirtió en ciudadana estadounidense en 1951.

## Carrera
Después de obtener su doctorado, Morawetz pasó un año como investigadora asociada en el MIT antes de volver a trabajar como investigadora asociada en el Instituto Courant de Ciencias Matemáticas en la Universidad de Nueva York, durante cinco años más. Durante este tiempo no tenía los requisitos de enseñanza y solo pudo centrarse exclusivamente en la investigación. Publicó trabajos sobre una variedad de temas en matemáticas aplicadas, incluyendo la viscosidad, flujo compresible y velocidad transónica. En cuanto a la matemática de velocidad transónica, mostró que superficies de sustentación especialmente diseñadas a prueba de golpes desarrollan choques si se perturban incluso en una pequeña cantidad. Este descubrimiento abrió el problema de desarrollar una teoría de un flujo con choques. Posteriormente los choques que ella predijo matemáticamente se han observado experimentalmente, como los flujos del aire alrededor del ala de un avión.
En 1957 se convirtió en profesora asistente en Courant. En este punto se puso a trabajar más estrechamente con sus colegas en la publicación de importantes documentos conjuntos con Peter Lax y Ralph S. Phillips en la descomposición de las soluciones a la ecuación de onda en torno a un obstáculo en forma de estrella. Continuó con el importante trabajo en solitario sobre la ecuación de onda y el flujo transónico hasta que fue ascendida a profesora titular en 1965. En este punto, su investigación se expandió a una variedad de problemas, incluyendo la ecuación Tricomi la ecuación de onda relativista no incluidas cuestiones de la decadencia y la dispersión. Su primera estudiante de doctorado, Lesley Sibner, se graduó en 1964. En la década de 1970 trabajó en cuestiones de la teoría de la dispersión y de la ecuación de onda no lineal.
Fue profesora emérita de la Courant, donde se desempeñó como directora de 1984 a 1988, convirtiéndose en la primera mujer en ser directora de un instituto de las matemáticas en los Estados Unidos.

## Honores
En 1980 Morawetz ganó un premio Lester R. Ford. En 1981, se convirtió en la primera mujer que presentó la conferencia Gibbs Lecture of The American Mathematical Society, y en 1982 presentó una reunión de la Sociedad de Matemáticas Aplicadas e Industriales. Recibió títulos honorarios de la Eastern Michigan University en 1980, la Universidad de Brown y Smith College en 1982, y Princeton en 1990. En 1983 y en 1988, fue seleccionada como Noether Lecture. Fue nombrada Científica Destacada en el año 1993 por la Association for Women in Science. En 1995, se convirtió en la segunda mujer en ser elegida para el cargo de presidenta de la American Mathematical Society. En 1998 fue galardonada con la National Medal of Science; fue la primera mujer en recibir la medalla para el trabajo en las matemáticas. En 2004 recibió el Premio Leroy Steele por toda su carrera en las matemáticas. En 2006 gana el Premio George David Birkhoff en Matemáticas Aplicadas. En 2012 se convirtió en una miembro de la American Mathematical Society.
Morawetz también fue miembro de la Academia Nacional de Ciencias de Estados Unidos; fue la primera mujer en pertenecer a la Sección de Matemáticas Aplicadas de la Academia Nacional de Ciencias.

## Estudiantes de doctorado
- Lesley Sibner, Universidad de Nueva York, 1964
- Barry Marder, Universidad de Nueva York, 1969
- Chin-Hung Ching, Universidad de Nueva York, 1971
- Charles Weber, Universidad de Nueva York, 1976
- Wei Tseng, Universidad de Nueva York, 1976
- Michael Pilant, Universidad de Nueva York, 1982
- Christian Klingenberg, Universidad de Nueva York, 1983
- Lynne Ipina, Universidad de Nueva York, 1986
- Paulo Zingano, Universidad de Nueva York, 1990

## Vida personal
Morawetz vivía al final de su vida en Greenwich Village, Nueva York, con su marido, Herbert Morawetz, un químico especializado en  polímeros. Tenía cuatro hijos, ocho nietos y un bisnieto. Sus hijos son Pegeen Rubinstein, John, Lida Jeck y Nancy Morawetz (profesora de la Escuela de Derecho de la Universidad de Nueva York, que gestiona su Clínica de Derechos de los Inmigrantes). Al ser honrada por la Organización Nacional de Mujeres, formó con éxito una carrera y familia, Morawetz bromeó, "Tal vez se convirtió en una matemática por lo mal que llevaba las tareas del hogar." Decía que sus intereses actuales no matemáticos son "los nietos y la vela."